# 竽
竽（）は、中国古代に使われた管楽器のひとつ。八音の「匏」に属し、笙に似るが笙より大きく音が低い。戦国時代から宋まで使われたが、その後は使われなくなった。
日本にも奈良時代に伝来したが、平安時代には使われなくなった。

## 歴史
「竽」の名は戦国時代の文献にしばしばあらわれている。『韓非子』には斉の宣王がいつも300人に竽を演奏させたという。
『説文解字』や『周礼』注によると、竽は笙に似ているが、36管であったという。しかし、後漢には23管になっていた。馬王堆漢墓から出土した明器の竽は高さ78センチメートルで、竹の管が22本あり、11本ずつ2列に並んでいた。匏の部分は木製だった。漢代の陶俑や画像石にも竽の絵が描かれているものが多い。
宋には、竽笙・巣笙・和笙の3種類の笙があり、すべて19管だったが、竽笙は音が低く和笙は音が高かった。楊蔭瀏の解釈によると、当時の竽笙の音域は嬰い…二点トであった。その後、竽は使われなくなった。
「竽」の漢字を使う四字熟語として、「濫竽充数」（らんうじゅうすう）というものがある。「濫竽」はみだりに竽の笛を吹く、「充数」は員数を揃える意で、この四字熟語は、実力のない者がいかにも才能があるかのように振る舞い、またそれにより能力に見合っていない高い地位を得ることをいう。

## 日本への伝播
竽は奈良時代に日本に伝来したが、平安時代にすでに滅んだという。
正倉院には、笙・竽が各3個ずつ残されている。この正倉院の笙・竽はともに17管で、この竽の音域は笙より1オクターブ低いものであった。このうち呉竹笙は全長49センチメートル、呉竹竽（くれたけのう）は全長97センチメートルであった。復元された楽器が近年、現代音楽の演奏家である宮田まゆみや真鍋尚之によって演奏されている。